# Granulation solaire
Pour les articles homonymes, voir Granulation.
La granulation solaire est visible à la surface du Soleil (sur la photosphère) comme une structure de grains brillants (chauds) cernés par des zones plus sombres et étroites, les intergranules.
Elle est constituée de cellules ascendantes de plasma chaud (de 5 000 à 6 000 kelvins) entourées de plasma plus froid (environ 400 kelvins de moins que le centre des granules). 
La taille de ces granules est comprise entre quelques centaines de kilomètres pour les plus petits jusqu’à environ 2 000 km pour les plus gros. Leur taille moyenne généralement admise est de 1 000 km (soit environ 1,3 arcsec vu depuis la Terre).
Déjà observée en 1801 par W. Herschel, la granulation a fait l'objet de nombreuses observations : on peut citer notamment les travaux de J. Janssen (1896) qui estima la taille des grains comprise entre 750 et 1 500 km, et les travaux de Chevalier (1908) qui a estimé leur durée de vie à 5 minutes.
La nature convective de la granulation a été identifiée dès 1930 par Albrecht Unsöld, et des observations spectroscopiques ont mis en évidence le mouvement ascendant des granules (vitesses verticales de l’ordre de quelques kilomètres par seconde) et le mouvement descendant dans les intergranules (Richardson & Schwarschild, 1950). Les granules présentent de plus un mouvement d’expansion compris entre 1,6 et 2,6 km/s (Brandt et al. 1991).
La granulation est donc un phénomène très dynamique puisque la durée de vie d’un granule ne dépasse généralement pas 5 à 10 minutes. 
Les granules peuvent présenter divers types d’évolution : généralement une disparition progressive, fréquemment une fragmentation pouvant parfois se manifester sous forme de granules explosifs. Plus rarement les granules peuvent fusionner (4 % de la population, selon LaBonte et al. 1973).

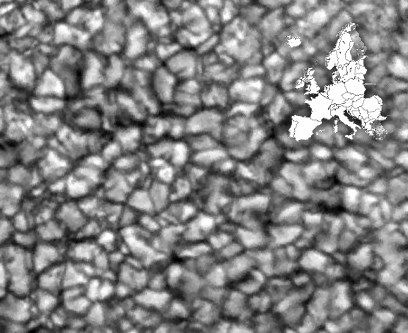
Taille comparée (approximative) de la granulation solaire et de l'Europe. La taille moyenne d'un granule solaire est de 1 000 km. Image réalisée à la lunette Jean Rösch de l'observatoire du Pic du Midi.
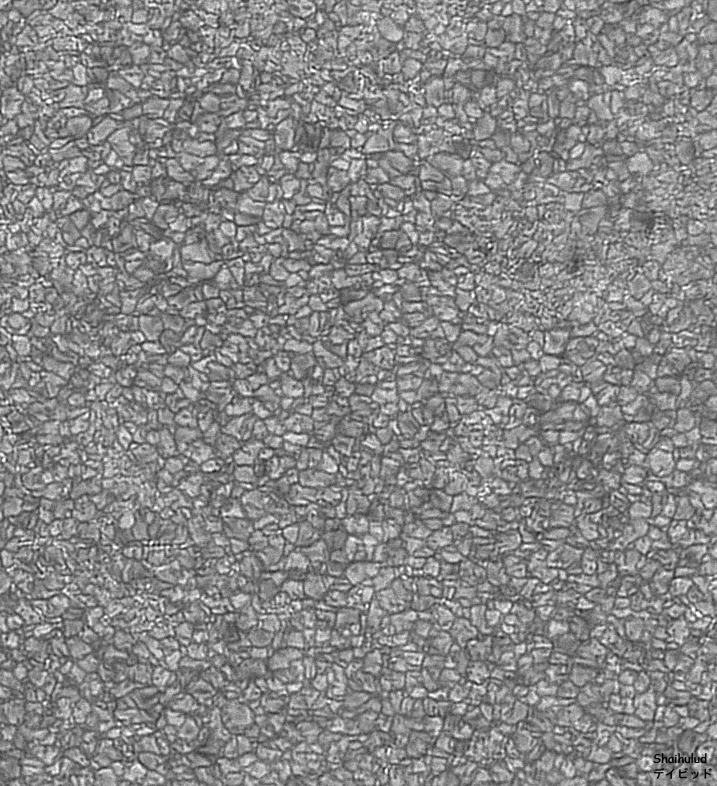
Granulation solaire en N&B.
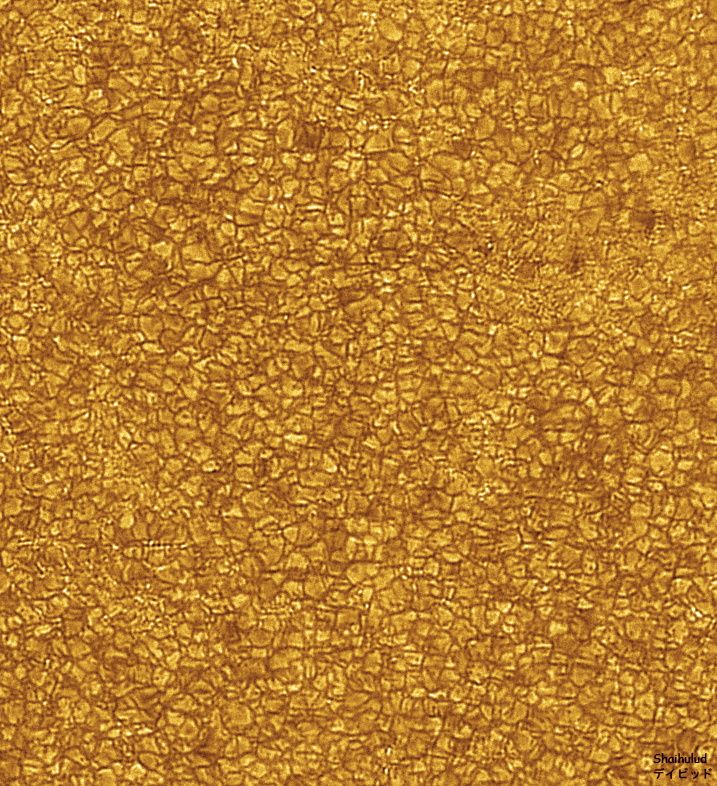
La même image de granulation en couleur.
- Vidéo du phénomène de granulation solaire.